# Grb Kolumbije
Grb Kolumbije usvojen je 9. svibnja 1834. Grb se sastoji od štita koji je podijeljen na tri dijela. U gornjem dijelu nalazi se mogranj uz kojeg se nalaze dva roga ispunjena zlatnim i srebrnim novčićima kao i tropskim voćem. U središnjem dijelu nalazi se frigijska kapa - simbol slobode. U donjem dijelu nalaze se dva broda koji simboliziraju moreplovsku prošlost Kolumbije i panamskog kanala koji je bio u sastavu Kolumbije do 1903. Iznad štita je kondor koji u kljunu drži maslinovu granu, a ispod njega je traka s natpisom "Liberty and Order" (Sloboda i Red). Pored štita se viore četiri kolumbijske zastave.

## Također pogledajte
- Zastava Kolumbije